# Związek Pisarzy ZSRR

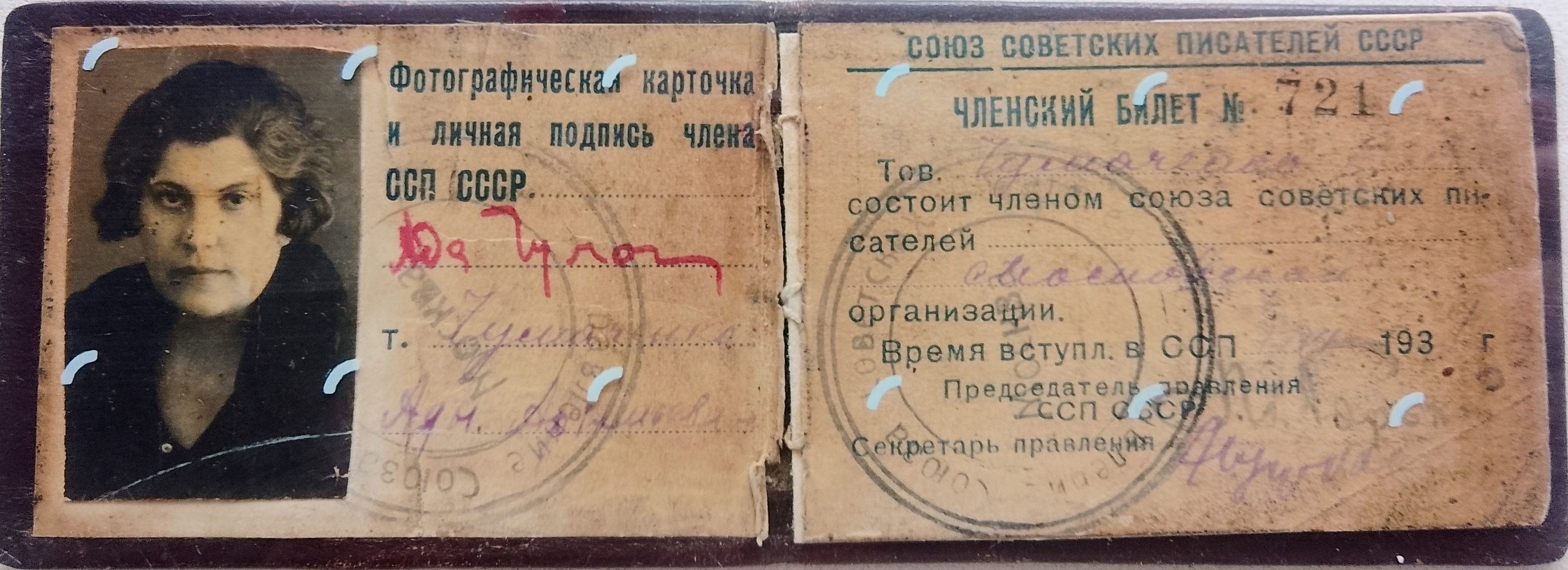
Legitymacja członka Związku Pisarzy ZSRR z 1934 roku należąca do Ady Czumaczenko

Związek Pisarzy ZSRR (ros. Союз писателей СССР) – związek zawodowych pisarzy w Związku Socjalistycznych Republik Radzieckich, działał w latach 1934–1991.
Powstał w 1934 w wyniku decyzji KC WKP(b) z 1932, na miejsce takich organizacji jak LEF, RAPP, Proletkult, WOAPP i in. Po upadku ZSRR podzielił się na części, w tym w Rosji dwie – Związek Pisarzy Rosji i Związek Pisarzy Rosyjskich.

## Przewodniczący
- 1934–1936 – Maksim Gorki
- 1936–1938 – Aleksiej Tołstoj
- 1938–1944, 1946–1954 – Aleksandr Fadiejew
- 1944–1946 – Nikołaj Tichonow
- 1954–1959 – Aleksiej Surkow
- 1959–1977 – Konstantin Fiedin
- 1977–1986 – Gieorgij Markow
- 1986–1991 – Władimir Karpow